# Kapela sv. Marije u Srebrenici
Kapela sv. Marije u Srebrenici je rimokatolička kapela. Nalazi se u srebreničkom naselju Klisi. Sagrađena je 1985. godine. Filijalna je kapela župa Srca Isusova Zvornik i Srebrenica. Uz crkvu sagrađen je pomoćni objekt za potrebe pastoralnog rada. Podignuta je do kraja 1991. godine na temeljima drevnog franjevačkog samostana i crkve sv. Marije. Kapela je ostala mjestom redovitog okupljanja srebreničkih Hrvata katolika na misnim slavljima i ostalim prigodama. Spomen-kapela izgrađena je 1991. u spomen na 700. godinu dolaska franjevaca u Srebrenicu. Srebrenička župa posvećena je Srcu Isusovom. Kapela je u ulici Reufa Selmanagića Crnog 40. Upravitelj se nalazi u Sarajevu. Misa se slavi zadnje nedjelje u mjesecu.
Župnik ove župe fra Niko Josić prvi fratar koji je 2000-ih, poslije 300 godina prespavao na ovim prostorima.